# Combat Reconnaissance Armoured Buggy

Le CRAB (anglais : Combat Reconnaissance Armoured Buggy, « buggy blindé de reconnaissance armée ») est un projet de véhicule militaire français développé par Panhard general defense présenté en 2011.

## Caractéristiques
Buggy blindé de 4,50 sur 2,50 mètres, il disposerait d'un moteur de 330 chevaux pour un rapport poids-puissance de 40 chevaux par tonne, pourrait atteindre 110 kilomètres à l'heure sur route, serait plus maniable avec des roues avant et arrière directrices et aurait une capacité de feu importante sur 65° avec un coût approchant le million d'euros.
En 2015, il a intéressé l'armée de terre en remplacement du VBL.
Arquus le propose à la commercialisation jusqu'en 2024. En 2018, il présente le Scarabée qui lui succède.